# Alfred Merton
Alfred Merton (* 25. Juni 1878 in Frankfurt am Main; † 4. April 1954 in Bad Nauheim) war ein deutscher Unternehmer. Er war Aufsichtsratsvorsitzender der Metallgesellschaft und Präsident des Deutschen Golf-Verbandes.

## Leben
Alfred Merton war der älteste von vier Söhnen von Wilhelm Merton, dem Gründer der Metallgesellschaft, und Emma Ladenburg (* 1859 in Frankfurt), der Tochter von Emil Ladenburg. Er besuchte, wie sein Vater und sein jüngerer Bruder Richard, das Städtische Gymnasium in Frankfurt. 1902 trat er in die Unternehmensleitung der Metallgesellschaft ein und wurde später unter anderem Aufsichtsratsvorsitzender der Metallgesellschaft und zahlreicher Tochtergesellschaften.
Nach dem Ersten Weltkrieg bemühte er sich, die Folgen des Versailler Vertrags für die deutsche Wirtschaft zu bewältigen, etwa als Kuratoriumsmitglied der Kaiser-Wilhelm-Gesellschaft zur Förderung der Wissenschaften. Er finanzierte unter anderem maßgeblich die Versuche Fritz Habers, das im Meerwasser enthaltene Gold zu gewinnen, um davon die drückenden Reparationszahlungen des Deutschen Reiches an die Siegermächte erfüllen zu können. Merton gehörte 1925 zu den finanzierenden Gründern der I.G. Farben.
Obwohl er ein großer Mäzen nicht nur für die Stadt Frankfurt war, wurde er 1933 von den Nationalsozialisten aufgrund seiner jüdischen Abstammung gezwungen, seine öffentlichen Ämter aufzugeben, unter anderem als Präsident des Deutschen Golf-Verbandes. Die Person Mertons, der aus einer jüdischen Familie stammte, bildete Mitte 1933 eine eigenartige „Verhandlungsmasse“ zwischen der deutschen NS-Regierung und der Kaiser-Wilhelm-Gesellschaft (KWG) unter Max Planck. Merton, Franz von Mendelssohn der Jüngere und Paul Schottländer durften noch im „Senat“ bleiben, da sie seit langer Zeit und mit großen Summen die Gesellschaft gefördert hatten; zum Ausgleich stimmten Planck und die anderen Verhandlungsführer den Nationalsozialisten zu, dass weitere Senatsmitglieder jüdischer Herkunft, namentlich Leopold Koppel und Paul von Schwabach, aus dem Gremium ausgeschlossen wurden. Auch gaben sie ihre Zustimmung, dass über 100 Mitarbeiter der Gesellschaft mit jüdischem Hintergrund, ebenso wie die in der Diktion der Nationalsozialisten „jüdisch Versippten“ durch strikte Anwendung des sog. „Arierparagraphen“  ausgeschlossen wurden. Aber auch die oben genannten drei Senatsmitglieder blieben letztlich nur für eine kurze Zeit auf ihren Ehrenposten, bis die gesamte KWG als „judenfrei“ galt. Merton war insgesamt von 1922 bis 1937 Mitglied des Senats der KWG.
1934 musste Merton in die USA emigrieren. 1937 erhielt er die Staatsbürgerschaft des Fürstentums Liechtenstein. Die Metallgesellschaft wurde „arisiert“. Nach seiner Rückkehr aus dem Exil trat er nur noch selten in der Öffentlichkeit hervor.